# أندرو ماكوتشون
أندرو ماكوتشون هو مهندس معماري وسياسي أسترالي، ولد في 29 سبتمبر 1931، وتوفي في 16 ديسمبر 2017. نشط حزبياً في حزب العمال الأسترالي. وقد انتخب عضو الجمعية التشريعية  في فيكتوريا ‏.